# Distretto di Qinghemen
Il distretto di Qinghemen (清河门区S, Qīnghémén QūP) è un distretto della Cina, situato nella provincia di Liaoning e amministrato dalla prefettura di Fuxin.